# Верхние Кожары
Ве́рхние Кожа́ры (чув. Тури Кушар) — деревня в Красноармейском муниципальном округе Чувашской Республики.

## География
Находится в северной части Чувашии, на расстоянии приблизительно 4 км на юг-юго-запад по прямой от районного центра села Красноармейское.

## История
Известна с 1859 года как околоток деревни Вторая Янмурзина (ныне не существует) с 33 дворами и 168 жителями. В 1906 году было учтено 18 дворов, 95 жителей, в 1926 — 33 двора, 142 жителя, в 1939—132 жителя, в 1979 — 39 дворов, 132 человека. В 2002 году было 34 двора, в 2010 — 29 домохозяйств. В 1930 году был образован колхоз «Верхние Кожары», в 2010 году действовало КФХ «Степанова». До 2021 года входила в состав Убеевского сельского поселения до его упразднения.

## Население
Постоянное население составляло 92 человек (чуваши 100 %) в 2002 году, 83 в 2010.